# Margreet Spijker
Margreet Spijker (Zwolle, 10 juni 1964) is een Nederlands journaliste. Ze was tot eind maart 2014 te zien als nieuwslezer van het RTL Nieuws op RTL 4. Vanaf 2014 is ze te zien bij verschillende programma's van de publieke omroep WNL, zoals WNL op Zondag. 

## Carrière
Na haar havo-opleiding studeerde Margreet Spijker aan de Academie voor de Journalistiek in Kampen.
Ze werd presentatrice bij het Radio 10-nieuws en bij RTV Noord-Holland. Ook was ze presentatrice en verslaggeefster van Ontbijtradio' op Radio 2 en Veronica's Nieuwslijn. Sinds 1998 was Spijker werkzaam voor RTL Nederland. Eerst bij 5 in het Land, waar ze verslaggeefster, eindredactrice en presentatrice was en later voor RTL Nieuws en Editie NL. Ook is ze redactrice geweest bij Audax en Wegener.
Tussen 2003 en 2010 presenteerde Spijker elke donderdag en vrijdag Editie NL. Dit deed ze in combinatie met haar werk eenmaal per twee weken als invaller en nieuwslezer van het RTL Nieuws op zondag. Op 23 augustus 2010 werd Spijker een van de vaste nieuwslezers van de avonduitzendingen van het RTL Nieuws, omdat Mariëlle Tweebeeke overstapte naar Nieuwsuur. Spijkers taken bij Editie NL en het Zondagnieuws kwamen hierbij te vervallen. Daphne Lammers verving Spijker bij beide programma's.
Naast het werk als nieuwslezer sprak ze diverse RTL-programma's in, zoals Kwestie van kiezen van Rick Nieman, Bouw een nieuw leven en Eerste Hulp Bij Opvoeden. Op 7 november 2009 viel ze in voor Sandra Schuurhof als deskundige bij Wat vindt Nederland?. Op 30 juli 2012 was Spijker gastvrouw voor het programma Ik kom bij je eten, waarin Ruben van der Meer haar thuis in Hilversum opzocht en haar beter leerde kennen.
In februari 2014 werd bekend dat Margreet Spijker na zestien jaar werd ontslagen bij het RTL Nieuws, omdat de hoofdredactie een andere weg in wilde slaan. Op 28 maart 2014 presenteerde zij voor het laatst het RTL Nieuws, waarna ze vervangen is door Daphne Lammers. Ze werkte daarna onder andere mee aan een theatertour van Karin Bloemen.
Op 27 juli 2014 liet WNL weten dat Spijker voor die omroep gaat werken. Ze presenteert onder meer WNL op Zondag op televisie, waar ze het trio Sandra Schuurhof, Paul Jansen en Janneke Willemse vervangt. Verder presenteert ze een radioprogramma op NPO Radio 1, WNL op Zaterdag. Sinds januari 2015 kwam daar het programma Opiniemakers op NPO 2 bij. In 2024 spande zij een zaak aan om het KPMG-rapport over de werkcultuur binnen omroep WNL openbaar te maken.